# Studentenkerk

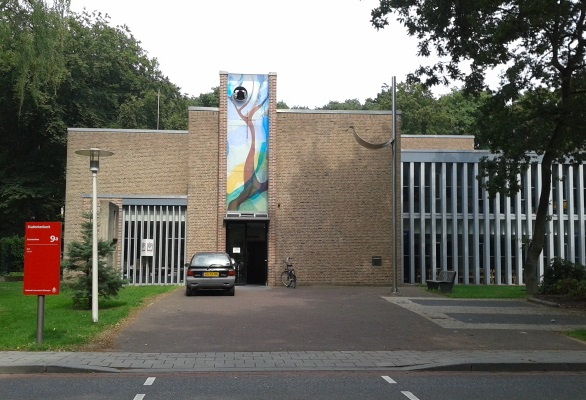
Studentenkerk van de Radboud Universiteit Nijmegen.

Een studentenkerk is een kerk die in eerste instantie bedoeld is voor studenten. Alle Nederlandse studentensteden hebben een studentenkerk, ook wel studentenpastoraat genoemd.  
Het studentenpastoraat heeft zich ontwikkeld uit het werk van studentenpredikanten en -pastores die zich vooral richtten op studenten van hun eigen kerkgenootschap. Later ontstonden oecumenische studentenkerken waar vieringen en gespreksgroepen werden georganiseerd. Aanvankelijk vond studentenpastoraat alleen plaats in universiteitssteden, maar in de jaren 1980 werd het werk ook opgezet in steden met hbo-onderwijs. 

## Programma
Veel voorkomende soorten activiteiten zijn: 
- Spiritualiteit met nadruk op beleving en verbeelding in meditatie, kerkdiensten of vieringen
- Reflectie en bezinning via discussies, lezingen, symposia
- Educatieve activiteiten: cursussen en gastbijdragen op hogeschool of universiteit
- Reizen: binnen Europa of zelfs naar andere werelddelen.
- Creativiteit: workshops schilderen, toneel, muziek, spel,
- Sociale activiteiten: met elkaar eten, gesprekken aan de bar, etc.
- Organisatorische activiteiten: organiseren van een project, reis, symposium; bestuurlijke taken
- Persoonlijke gesprekken met studentenpastores.

## Kenmerken
Kenmerkend voor de sfeer bij het Studentenpastoraat is:
- aandacht voor levensbeschouwing en geloof
- grote openheid naar cultuur, maatschappij en religies
- variëteit aan activiteiten
- respect voor persoonlijke opvattingen
- serieuze maar ook informele omgang met elkaar

## Deelnemers
Deelnemers zijn studenten van verschillende studierichtingen. Ze zijn gelovig of niet-gelovig. Sommigen hebben een kerkelijke achtergrond, anderen helemaal niet. 

## Kerken
Het Studentenpastoraat is verbonden aan plaatselijke en landelijke kerken (o.a. de Rooms-Katholieke Kerk, PKN, Remonstranten, Doopsgezinden) en oecumenisch georiënteerd.

## Studentenpastores
In bijna ieder studentenpastoraat zijn studentenpastores werkzaam. Ze zijn vaak direct betrokken bij de aangeboden activiteiten. Ze zijn te benaderen voor informatie of een individueel gesprek.